# 오사카항

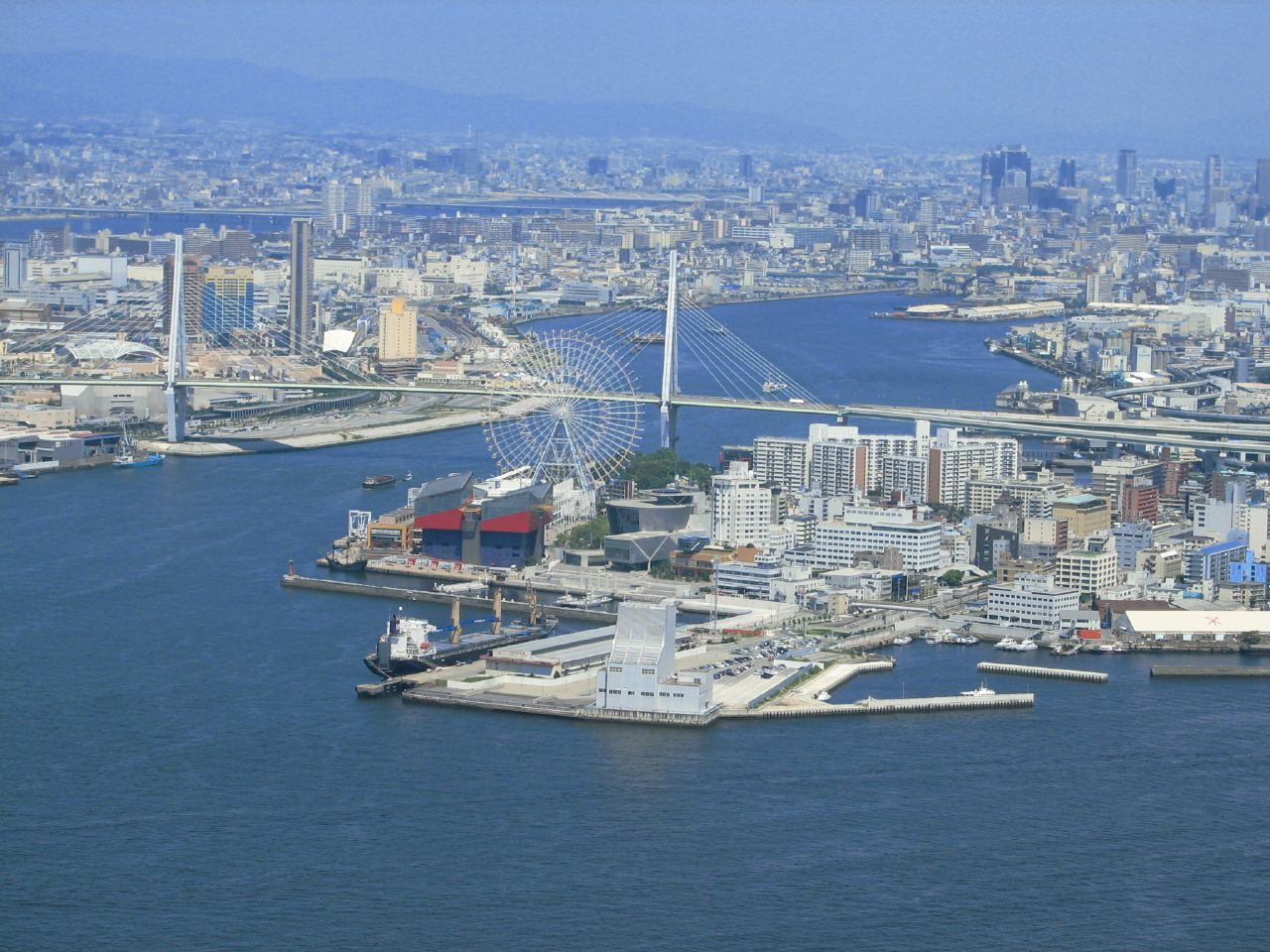
오사카항

오사카항(일본어: 大阪港 오사카코[*])은 오사카부 오사카시에 위치한 항구이다. 일본의 주요 국제 무역항 중 하나이다.

## 같이 보기
- 코스모스퀘어역
- 팬스타 크루즈(PanStar Cruise)
- 부산항여객터미널
- 세토 내해